# André Dhôtel
André Dhôtel (1. září 1900 Attigny – 22. července 1991 Paříž) byl francouzský spisovatel.
Vystudoval filosofii na Sorbonně, jako student stál u zrodu časopisu Aventure. V letech 1924–1928 pracoval pro Francouzský institut v Athénách, později byl středoškolským pedagogem v různých francouzských městech. Závěr života prožil v rodných Ardenách, kde se věnoval své zálibě v mykologii a botanice.
V roce 1930 vydal svoji první knihu Campements. Uznání kritiky získal až po čtyřicítce díky knize Le village pathétique, kterou nakladatelům doporučil jeho přítel Jean Paulhan. Jeho nejúspěšnější knihou byl fantaskní dobrodružný román Le Pays où l'on n'arrive jamais (česky v překlady Evy Musilové Země, kam nikdy nedojdeš, Odeon 1990), za který získal v roce 1955 Prix Femina. Kniha byla pro svou oslavu mladistvé čistoty přirovnávána ke Kouzelnému dobrodružství Alain-Fourniera a stala se ve Francii povinnou školní četbou. Dhôtelovi byla také udělena Velká literární cena Francouzské akademie (1974) a Velká národní literární cena (1975 za román Les Disparus).
Jeho tvorba byla ovlivněna romantickou tradicí, vyznačuje se zasněnou nostalgickou atmosférou a lyrickými popisy přírody. Byl také autorem dětských knih, poezie a filosofických esejí, napsal životopis svého krajana Arthura Rimbauda. Byl jedním ze scenáristů televizního seriálu Provinces.